# Pieter van Almonde
Pieter van Almonde (zm. 1714) urzędnik i polityk holenderski, regent miasta Briel. Admirał Philips van Almonde był jego wujem.